# 김시덕 (문헌학자)
김시덕(金時德, 1975년 ~ )은 대한민국의 문헌학자 및 역사 저술가이자 대학교수이다.

## 학력
- 1994년 반포고등학교 졸업[1]
- 2000년 고려대학교 일어일문학과 학부 졸업[1]
- 2004년 고려대학교 일어일문학과 대학원 석사과정 졸업 및 박사과정 수료[1]
- 2010년 일본 국문학연구자료관(일본어: 国文学研究資料館 고쿠분가쿠켄큐시료칸[*]) 문학 박사[1]

## 저서
- 《이국정벌전기의 세계: 한반도·류큐 열도·에조치》(일본어: 異国征伐戦記の世界: 韓半島・琉球列島・蝦夷地), 가사마쇼인(일본어: 笠間書院), 2010. ISBN 978-4-305-70539-6
- 《임진왜란 관련 일본문헌 해제 - 근세편》(공저), 문, 2010. ISBN 9788996411192
- 《그들이 본 임진왜란: 근세 일본의 베스트셀러와 전쟁의 기억》, 학고재, 2012. ISBN 9788956251660
- 《교감 해설 징비록: 한국의 고전에서 동아시아의 고전으로》, 아카넷, 2013. ISBN 9788957333204
- 《그림이 된 임진왜란: 근세 일본 고문헌의 삽화로 보는 7년 전쟁》, 학고재, 2014. ISBN 9788956252612
- 《동아시아, 해양과 대륙이 맞서다: 임진왜란부터 태평양전쟁까지 동아시아 500년사》, 메디치미디어, 2015. ISBN 9791157060283
- 《일본의 대외 전쟁》, 열린책들, 2016. ISBN 9788932917931
- 《전쟁의 문헌학》, 열린책들, 2017. ISBN 9788932918242
- 《서울 선언 - 문헌학자 김시덕의 서울 걷기 2002~2018》, 열린책들, 2018. ISBN 9788932919164
- 《갈등 도시 - 서울에서 경기도까지, 시민의 도시에서 벌어지는 전쟁들》, 열린책들, 2019. ISBN 9788932919881

## 역서
- 《홍루몽 살인사건》, 황금가지, 2007. ISBN 9788960171015
- 《일본 괴담집》, 문, 2010. ISBN 9788994427041
- 《한 경계인의 고독과 중얼거림》, 태학사, 2012. ISBN 9788959664962
- 《고문서 반납 여행 - 전후 일본 사학사의 한 컷》, 글항아리, 2018. ISBN 9788967354930